# 山田重雄
山田 重雄（やまだ しげお、1931年10月26日 - 1998年2月5日）は、静岡県清水市（現：静岡市清水区）出身のバレーボール指導者。バレーボール日本女子代表監督を務めた。旧姓は中村。

## 経歴
静岡県立藤枝東高等学校、東京教育大学卒業。大学在学中、八王子市で「山田の森」と言われる広大な土地を所有するも子供がいなかった山田義治・三枝子夫妻の養子となる。
大学卒業後に教員として赴任した東京都立三鷹高等学校の女子バレーボール部監督として生沼スミエ等を指導し、1963年の全国高等学校総合体育大会バレーボール競技大会で優勝。1964年、東京五輪の女子バレーボールで日本が優勝し、バレーボール人気が高まる中、1965年に日立武蔵の監督に転身。東京五輪監督の大松博文のスパルタ式とは異なる理詰めの戦略、相手チームの徹底研究などで知将と呼ばれた。また日本リーグで18回優勝など、大松の後任の監督となった小島孝治が率いたニチボー貝塚（ユニチカ）を抑えて日立の黄金期を築いた。高校時代に続いて山田の指導を受けた生沼に続き、白井貴子、江上由美、中田久美、大林素子、吉原知子、多治見麻子など多くの名選手を指導した。
日立の選手を中心とした全日本では1968年メキシコ五輪で銀メダル、1976年モントリオール五輪で金メダルを獲得した。また1974年世界選手権、1977年ワールドカップで金メダルに導き世界初の三冠監督に輝いた。特にモントリオール五輪では、すべての試合で1セットも落とさないストレート勝ちで優勝するという空前絶後の快挙を成し遂げている。山田は1988年のソウル五輪で4位となりメダルを逃した後に全日本監督を退任し、日立の監督に戻った。
1990年代に男子サッカーのプロ化が進み、1993年にJリーグが開幕した流れを受け、当時日本バレーボール協会常務理事の職にあった山田は、会長の松平康隆とともに、バレーボールにもプロ化を呼び込もうとした。1994年6月6日に「21世紀に向けたバレー改革案」と題したプロ化構想が発表され、『プロ契約選手の承認』『外国人選手枠の復活』『プロチームの参加』を掲げた。しかし他のチームがプロ化に否定的な姿勢を示し、親会社の日立も自チームの選手のプロ化を許さなかったため、日本リーグはVリーグと改組されたものの、各企業の部活動に所属する選手によるアマチュアリーグという構造が残された。
この頃、週刊誌報道もあり94年11月で常務理事を辞任。退任時に山田色の排除と称し、山田と関係の深かった幹部達の多くもバレーボール協会の要職から退けられた。さらに親会社の日立からも山田、そして選手の大林素子と吉原知子が解雇された。1995年12月には松平も協会会長を退任した。
このように山田を取り巻く環境が著しく変化し、その求心力が低下する中で山田はチームを追われ、1998年に66歳で死去。山田の意志により葬儀を親族のみで済ませた後にバレーボール関係者へその訃報が伝えられた。
山田の死後、2006年7月13日には日本バレーボール協会よりバレーボール殿堂（アメリカ・マサチューセッツ州）入りが決定したことが発表された。